# Kleresistaten

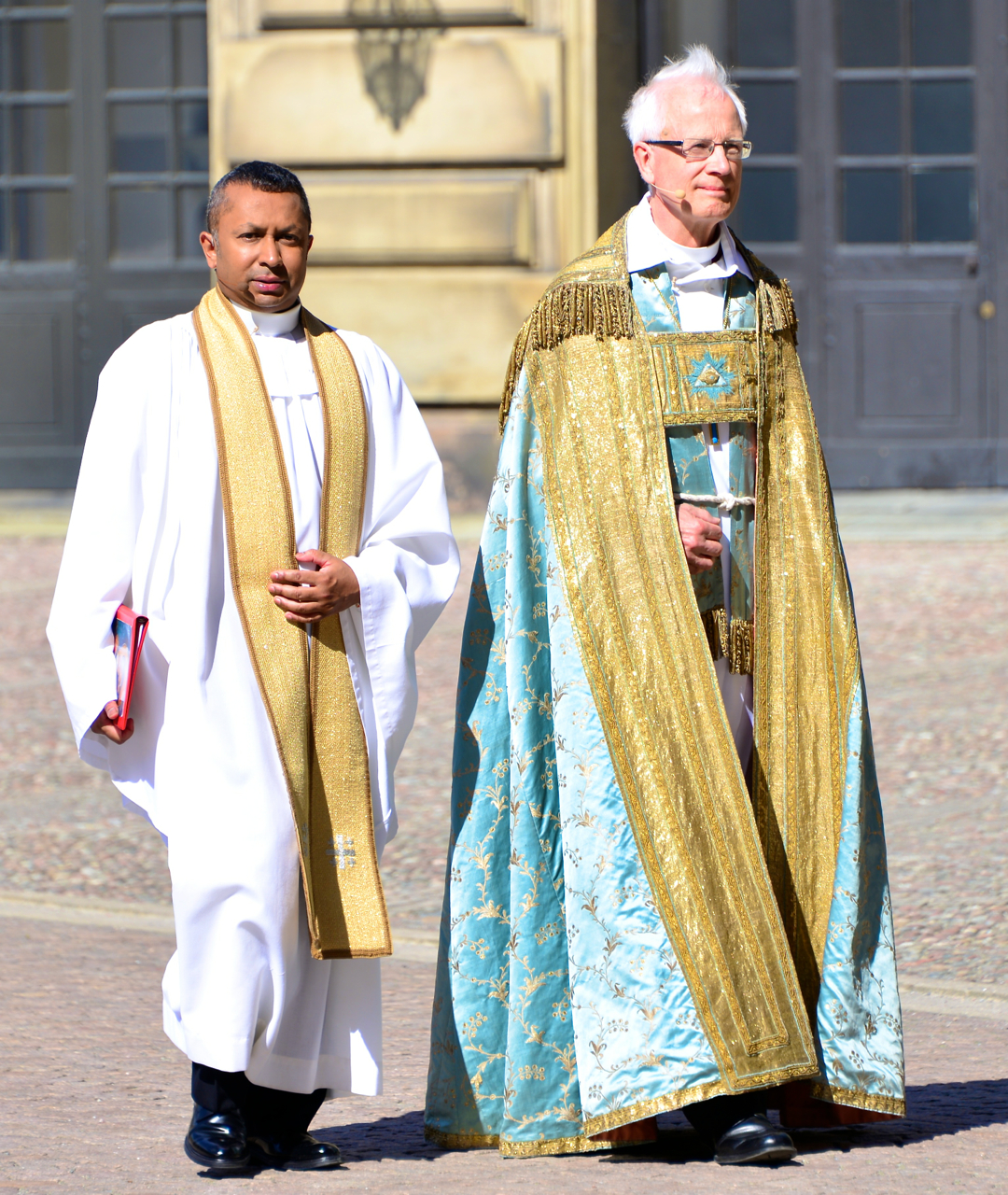
Pastor i Kungl. Hovförsamlingen, hovpredikanten Michael Bjerkhagen och dåvarande överhovpredikanten, biskop Lars-Göran Lönnermark 2013.

Kleresistaten, eller hovkleresiet, utgörs av de präster som tjänstgör vid det svenska kungliga hovet. Kleresistatens huvuduppgift är att fira gudstjänst och officiera vid kyrkliga handlingar i Hovförsamlingen.
Kleresistaten utses bland biskopar och präster inom Svenska kyrkan, och rymmer även hovkonsistoriet, som i relation till hovförsamlingen fungerar som ett domkapitel. Organisatoriskt sorterar kleresistaten under riksmarskalksämbetet. Även hovorganisten kan räknas in i kleresistaten.
Historiskt har begreppet kleresistat även avsett de kyrkliga ämbetsmännen vid en viss organisation, till exempel kleresistaten vid ett regemente, eller en post i statsbudgeten avsatt för kyrkliga ändamål.

## Historik

### Ursprung
Hovkleresiet har sitt ursprung i medeltiden och de präster som följde med armén och kungen i fält. Hovförsamlingen bildades som en fältförsamling och var därför icke-territoriell, även om den från slutet av 1500-talet knöts allt mer till den nybyggda slottskyrkan vid slottet Tre kronor.

### Präster utanför stiftsorganisationen
År 1604 lät Karl IX stadfästa hovförsamlingens organisation, som en församling fristående från stift och biskopar, med en kalvinistisk kyrkoordning. Hovförsamlingen har sedan dess fortsatt att vara fristående från den övriga kyrkoorganisationen, men har sedan 1700-talets början fungerat snarlikt övriga församlingar inom Svenska kyrkan.

### Hovkleresistadgan
Hovkleresiet finns omnämnt från 1613, med dess första stadgar daterade 1645. Där framgår att det består av överhovpredikanten och ett antal hovpredikanter, som verkar under hovkonsistoriet. Hovpredikanterna hade skyldighet att i turordning predika i slottskapellet i Stockholm.
Hovpredikanterna var antingen ordinarie eller extraordinarie ämbetsmän. Före stadgans tillkomst hade även betecknades hovkleresiets ledande präst betecknats som hovpredikant, eller troman. Från 1617 används även titeln förste hovpredikant, sedan äldste hovpredikant och efter stadgans upprättande överhovpredikant eller pastor primarius (förste pastor).
På samma sätt som församlingsverksamheten utvecklades hovkonsistoriet ur en fältorganisation, och först efter Westfaliska freden 1648 kom fältkonsistoriet att benämnas hovkonsistorium, i vart fall i fredstid. Kung Karl XI utfärdade en Instruktion för Hovkonsistoriet (latin: consistorium aulicum) år 1681, som kom att gälla till 1989, då den ersattes av domkapitelslagen.

### Prästerna
De präster som tillhört kleresistaten har haft varierande titlar, såsom kaplan, hovpredikant, överhovpredikant med mera. Från 1720 räknades hovpredikanter till rangklassen Konungens trotjänare, och hade därmed plats i rangordningen. Andra förekommande titulaturer för kungliga hovpredikanter är högärevördige och höglärde. I ett cirkulär från 1778 beslutade Gustav III att överhovpredikant och hovpredikant hade rätt att använda prästkappa av siden.
Under 1700-talet användes hovpredikant även om predikant som var verksam vid svensk församling i utlandet, och som hederstitel av kungen. Från 1798 utsågs en av hovpredikanterna utsetts till ordenskaplan, med uppdraget att bistå ordensbiskopen. Bruket med ordenskaplaner upphörde senast 1952.

## Organisation

### Överhovpredikanten

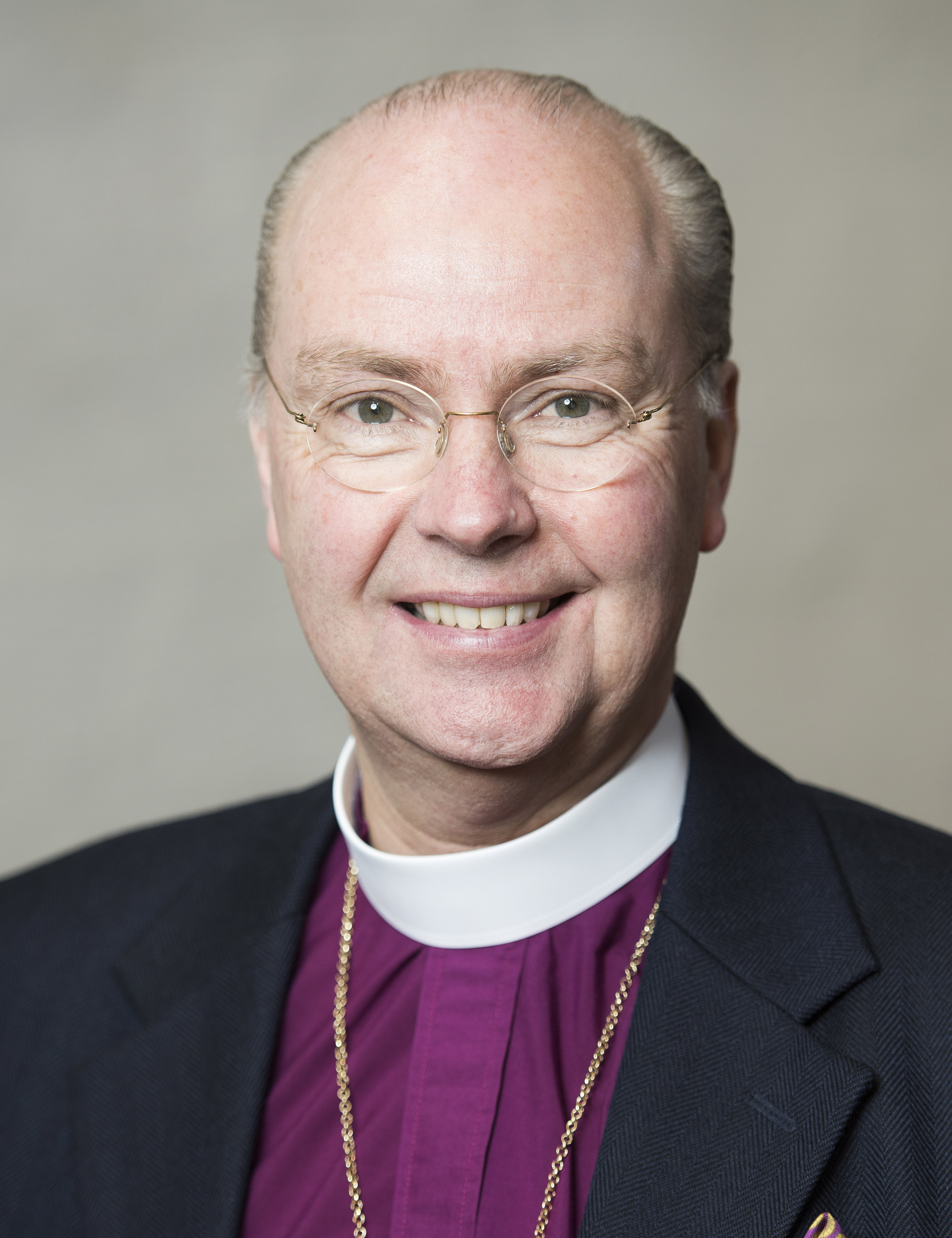
Biskop Johan Dalman är överhovpredikant sedan 2015.

Kleresistatens främste ämbetsman är överhovpredikanten, som utses av kungen bland Svenska kyrkans biskopar.
Överhovpredikanten har tillsyn över hovförsamlingen, och leder Hovkonsistoriet. Enligt Svenska kyrkans kyrkoordning får överhovpredikanten själv fullgöra de uppgifter som gäller hovförsamlingen och som i andra församlingar skulle ankomma på stiftsstyrelsen eller domkapitlet. I den församlingsinstruktion för Hovförsamlingen som utfärdats av Hovkonsistoriet 2014, framgår att "ett domkapitels och en stiftsstyrelsens uppgifter utövas av hovkonsistoriet med Överhovpredikanten som preses".
Överhovpredikanten har också att ge råd till kungen i kyrkliga frågor, och tillsammans med ordinarie hovpredikanten föreslå kandidater till hovpredikant.
Som ämbetstecken bär överhovpredikanten ett blått bröstkors med en krona på korsmitten, vilket följer Hovförsamlingens vapensköld. Sedan 1:a advent 2015 är Johan Dalman, biskop i Strängnäs, överhovpredikant.

### Ordinarie hovpredikant

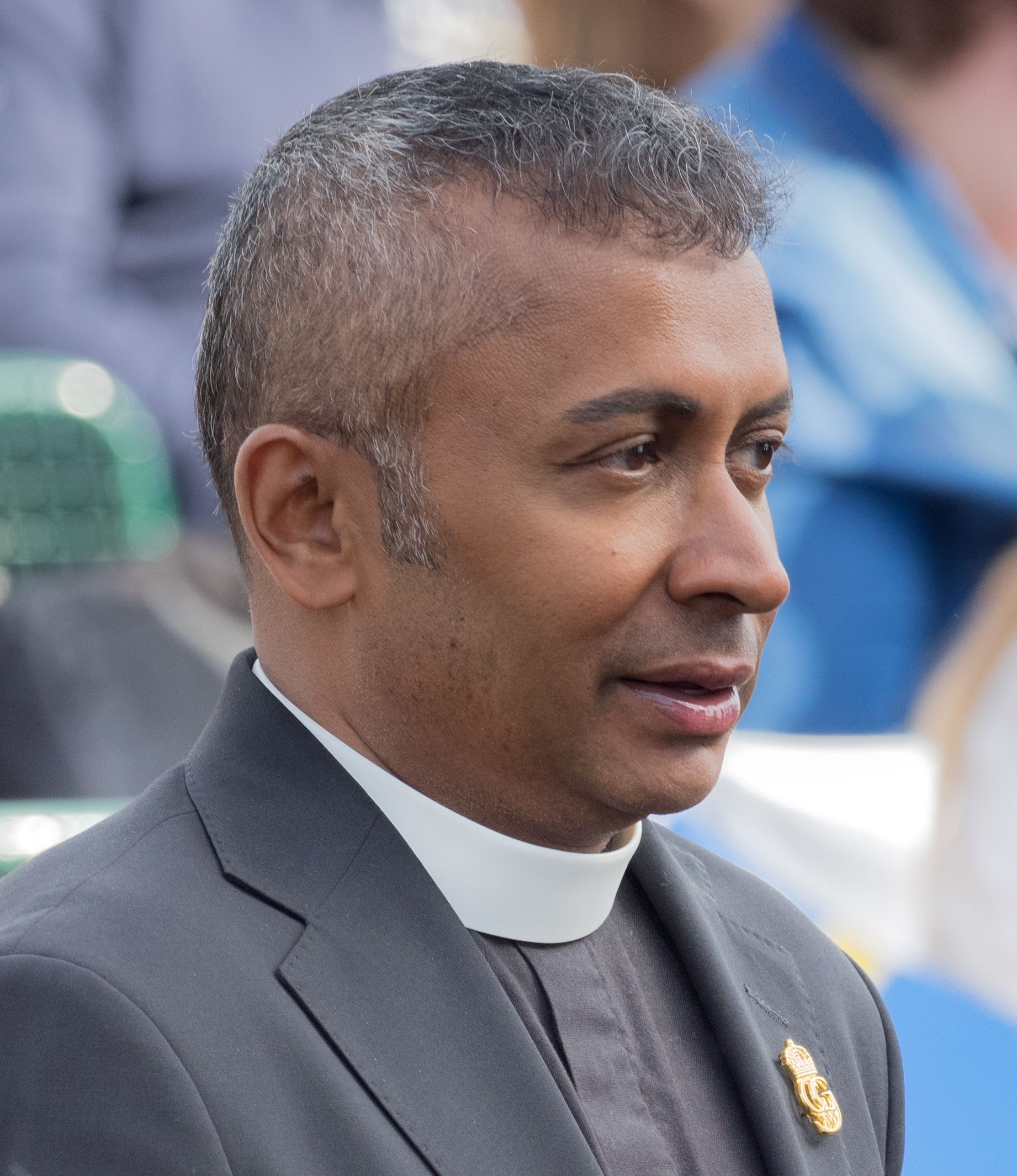
Hovpredikant och pastor Michael Bjerkhagen (2016). På bröstet bär han en nål med Carl XVI Gustafs namnchiffer.

Med ordinarie hovpredikant menas den präst som utsetts av kungen och anställts av Kungl. Hovstaterna. En av de ordinarie hovpredikanterna skall vara församlingens pastor, det vill säga kyrkoherde. Under 2000-talet har kleresistaten bara haft en enda ordinarie hovpredikant.
Pastor ansvarar för tjänstgöringsordningen för de extra ordinarie hovpredikanterna, både i moderkyrkan som är Slottskyrkan, och i Slottskapellen på slotten i Ulriksdal, Drottningholm, Rosersberg och Strömsholm. Han är också självskriven ledamot av Hovkonsistoriet och Hovförsamlingens kyrkoråd.
Sedan 2013 är Michael Bjerkhagen ordinarie hovpredikant och pastor i hovförsamlingen.

### Extraordinarie hovpredikanter
Med extraordinarie hovpredikant menas den präst som utsetts av kungen att predika vid högmässan i Hovförsamlingen. De extraordinarie hovpredikanterna är ett tjugotal, tjänstgör två gånger om året, och ska representera hela riket och olika kyrkliga traditioner inom Svenska kyrkan.

### Hovorganist
Hovorganist är Mary Ljungquist Hén.